# Religioni in Kirghizistan
La religione più diffusa in Kirghizistan è l'islam. Secondo una stima del 2010 del Pew Research Center, i musulmani sono l’88% della popolazione e sono in maggioranza sunniti; il cristianesimo è seguito dall'11,4% della popolazione, mentre lo 0,6% della popolazione segue altre religioni o non segue alcuna religione. Secondo una stima della CIA del 2017, i musulmani sono il 90% della popolazione e i cristiani il 7% della popolazione, mentre il restante 3% della popolazione segue altre religioni o non segue alcuna religione. Una stima del 2020 dell'Association of Religion Data Archives (ARDA) dà i musulmani all'87,2% circa della popolazione e i cristiani al 4,4% circa della popolazione; l'1% circa della popolazione segue altre religioni e il 7,4% della popolazione non segue alcuna religione.

## Religioni presenti

### Islam
La maggioranza dei musulmani kazaki è sunnita e segue la corrente hanafita; è presente anche una piccola minoranza di sciiti.

### Altre religioni
In Kazakistan sono presenti gruppi di seguaci del buddhismo, del bahaismo, dell’ebraismo, dello zoroastrismo, Vi sono anche seguaci del tengrismo (una religione dell'Asia centrale) e dei nuovi movimenti religiosi.